# هیثم دوم شروانشاه
هیثم دوم شروانشاه پس از مرگ محمد یکم شروانشاه که پدرش بود، به حکومت رسید. دربارهٔ او اطلاعات کمی وجود دارد و تنها گفته شده‌است که «مانند پدرش با کافران در داغستان جنگید و عمر طولانی داشت.»